# Rurka fermentacyjna

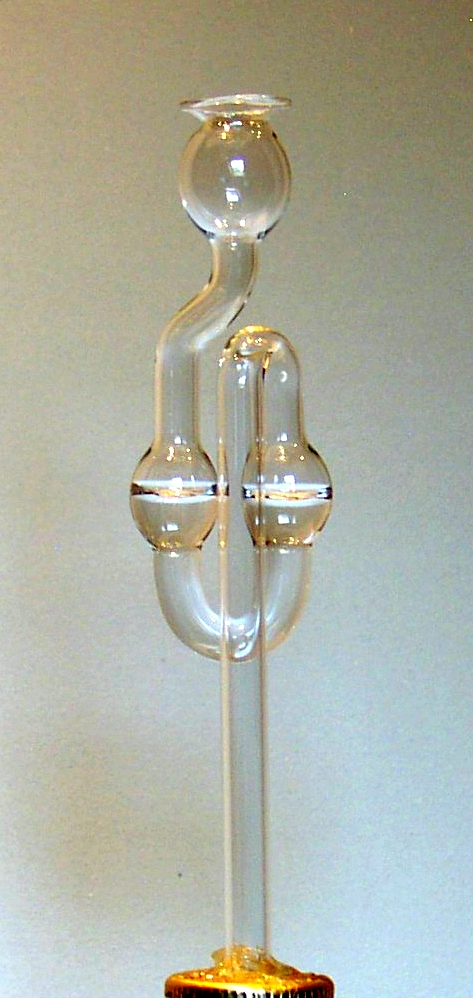

Rurka fermentacyjna to przyrząd nasadzany na korek znajdujący się w gąsiorze fermentacyjnym. Cały zestaw służy do fermentacji i produkcji np. wina domowego lub bimbru.
Rurka fermentacyjna jest w istocie rodzajem płuczki, pełniącej rolę jednokierunkowego zaworu automatycznego. W jej dolnej części, tworzącej literę "U" znajduje się ciecz (np. woda albo mający większą od wody lepkość olej), która zabezpiecza fermentującą mieszaninę przed zewnętrzną atmosferą. Jednocześnie nadmiar gazów tworzących się w czasie fermentacji może uwalniać się poprzez bąblowanie przez warstwę cieczy, co zapobiega powstaniu w gąsiorze zbyt dużego nadciśnienia, które mogłoby go uszkodzić.
Na rynku dostępne są rurki szklane oraz plastikowe. Jedyną różnicą pomiędzy nimi jest fakt, że plastikowe rurki się nie tłuką, przez co są trwalsze.